# 杂色虹蛹螺
杂色虹蛹螺（学名：Pupilla aeoli）为虹蛹螺科蛹形螺属的动物，是中国的特有物种。

## 分佈
分布于甘肃、陕西等地，模式產地在甘肃省海寧縣。生活环境为陆地，主要栖息于山区谷地的灌木草丛中、石块下以及石缝中。

## 外部連結
- 維基物種上的相關：杂色虹蛹螺